# Alloporus major
Alloporus major är en mångfotingart som beskrevs av Lawrence 1965. Alloporus major ingår i släktet Alloporus och familjen Spirostreptidae. Inga underarter finns listade i Catalogue of Life.